# Pluto si diverte
Pluto si diverte conosciuto anche come "Quel giocherellone di Pluto" (Playful Pluto) è il titolo di un cortometraggio di Topolino del 1934. È incluso nei contenuti speciali del blu-ray disc di Biancaneve e i sette nani uscito il 2 dic. 2009.
Uscito il 3 marzo 1934.

## In altre lingue
- Leikki leikkinä
- Leikkisä Pluto
- Pluto i skojartagen